# ایتالی لوکاس
ایتالی لوکاس (انگلیسی: Italee Lucas؛ زادهٔ ۱۲ ژانویهٔ ۱۹۸۹) بازیکن بسکتبال اهل ایالات متحده آمریکا است.
وی در مسابقات کشوری و بین‌المللی در مجموع برندهٔ ۲ مدال طلا شده‌است.